# Маркин, Александр Иванович
Алекса́ндр Ива́нович Ма́ркин (6 сентября 1920, Москва — 26 июля 1997, Москва) — советский военный врач, челюстно-лицевой хирург, стоматолог и деятель военной медицины, участник Великой Отечественной войны. Начальник Стоматологического и челюстно-лицевого отделения, заведующий военной стоматологической поликлиникой. Полковник медицинской службы, Заслуженный врач РСФСР (1975).

## Биография

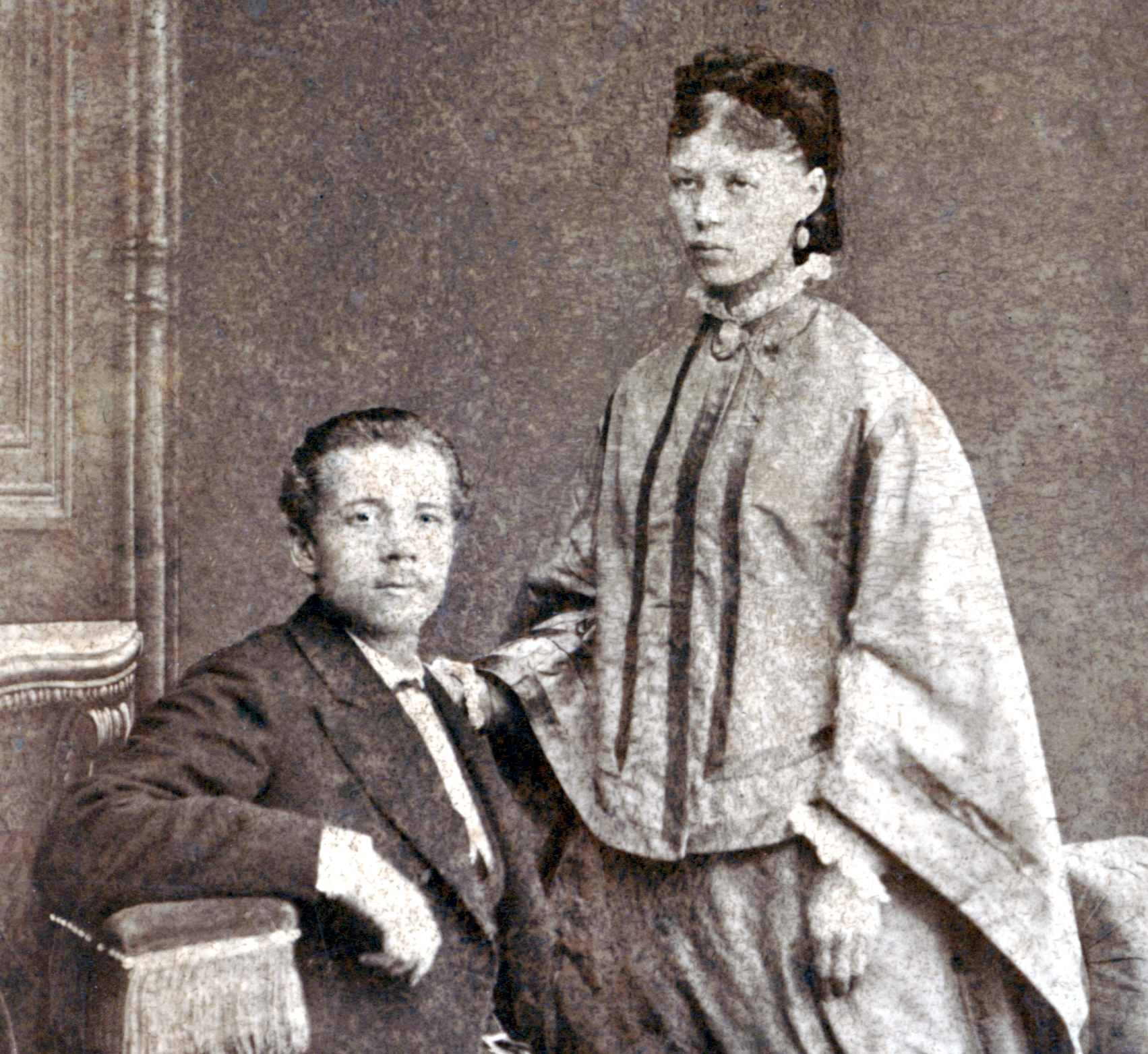
Родители в 1903 году

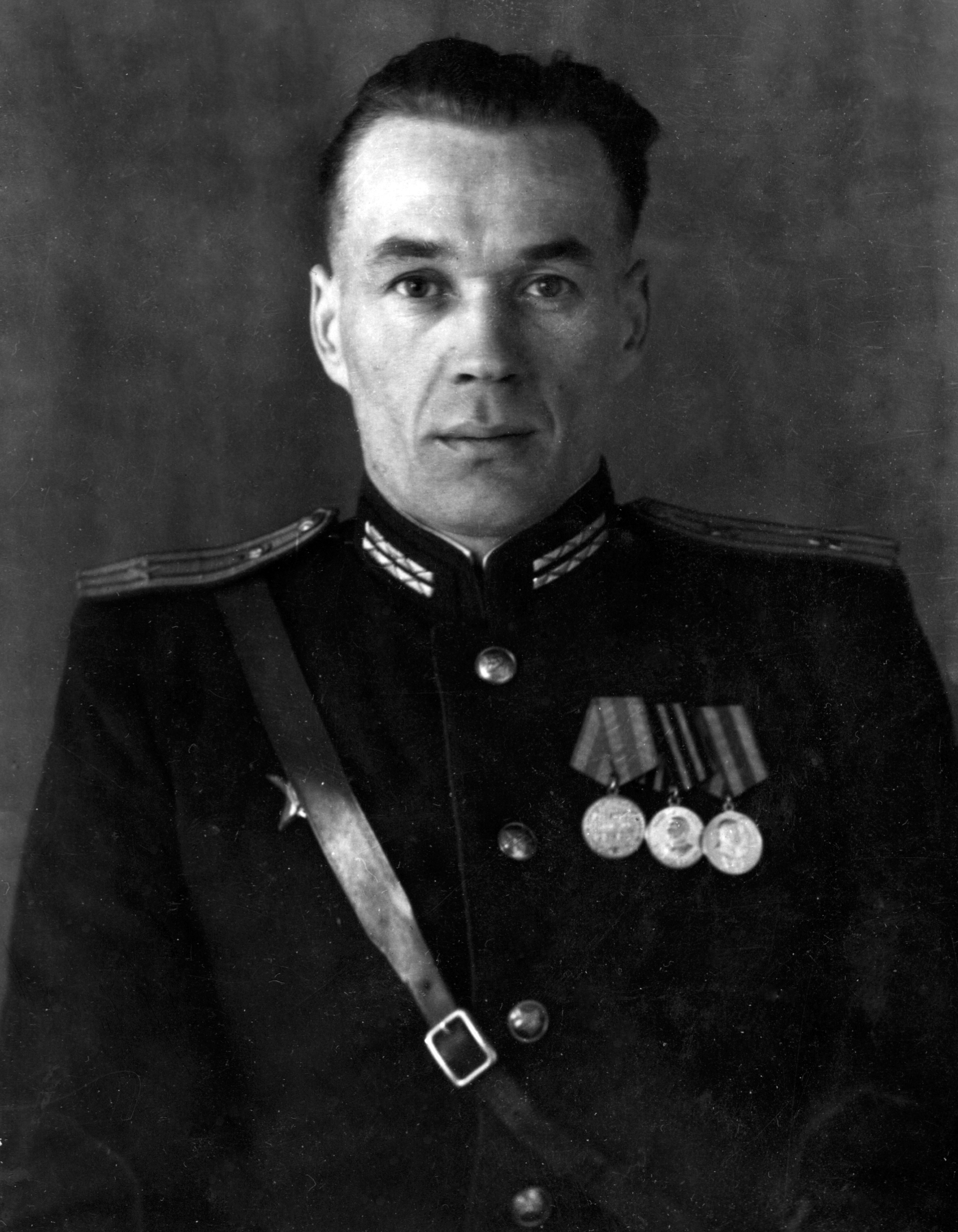
В Германии, 1945

Александр Маркин родился 6 сентября 1920 года в Москве в семье Ивана Петровича (1878—1933) и Веры Сергеевны (1884—1968, в дев. Никольская) Маркиных.
Отец (Иван Петрович) родом из крестьян, в 1920 году семья переехала в Москву из села Городище Московской губернии, работал агентом по снабжению и инженером на Мельнично-макаронной фабрике № 1, МСХ Моссельпрома (бывшее «Товарищество Динг»). Мать (Вера Сергеевна, в дев. Никольская) работала в «Поликлинике имени X-летия Октября».
У Александра были четыре старших брата: Сергей (1903—1942), Николай (1907—1978), Михаил (1913—1984), Пётр (1915—1937), и сестра Татьяна (1905—2000) — жена профессора В. С. Молодцова.
Детство Александр провёл в Московском районе Благуша (на Соколиной горе), пользовавшемся репутацией «хулиганского».

### Образование
Начальное образование получил в Москве. В юности занимался гимнастикой, получил спортивное звание «Мастер спорта СССР».
В июне 1941 года Маркин окончил Московский медицинский стоматологический институт. Это был третий выпуск Института, дипломы в тот год получили 193 врача. Позднее А. И. Маркин был отмечен в числе самых известных в стране врачей-стоматологов, выпускников этого года, вместе с В. И. Заусаевым, Г. М. Иващенко, и А. И. Рыбаковым

### Военные годы
3 ноября 1941 году, Сталинским районным военным комиссариатом города Москвы был призван в Красную армию.
В начале декабря 1941 года старшим врачом в 109 отдельный дорожно-эксплуатационный батальон (ОДЭБ) Западного фронта. Далее занимал должности:
- 20 июля 1942 — 22 февраля 1943 — старший врач 123 ОДЭБ, 20 армии
- 22 февраля 1943 — 4 марта 1944 — старший врач 927 стрелкового полка, 251 сд., 31 армии
- 4 марта 1944 — 12 ноября 1945 — врач специалист челюстно-лицевой группы ОРМЦ-24 , 31 армии, 3-й Белорусский фронт

Служил в мобильной группе Челюстно-лицевой хирургии, которая работала в различных фронтовых госпиталях.
В 1943 году А. И. Маркин получил специальное задание — срочно вылететь на фронт (Ржевская битва) для оказания помощи раненому генералу. Посёлок Сычёвка, где размещался раненый генерал, был занят немцами, а при посадке Маркин вместе с пилотом были ранены и захвачены в плен. Через несколько дней, когда пленных вели на виселицу, к посёлку подошли советские танки. В начавшейся суматохе Александр (будучи спортсменом) побежал на встречу танку и прыгнул ему на корпус ударившись о броню. После того как его без сознания привезли в госпиталь и привели в чувства, он долго не мог говорить, после заикался. В официальных анкетах писал, что в плену и на оккупированной территории не был, к суду не привлекался.
С начала 1944 года — капитан медицинской службы.

### Послевоенные годы

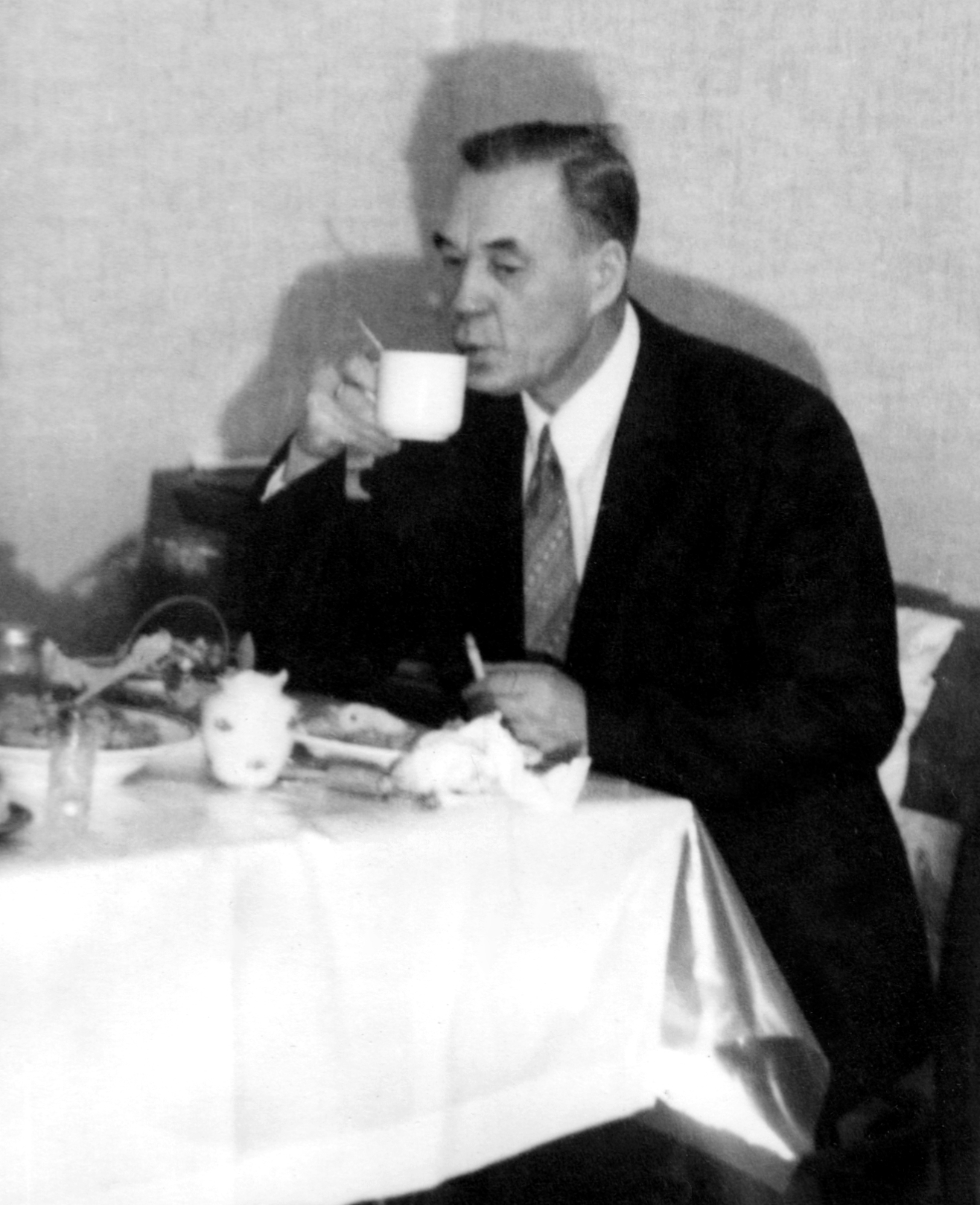
А. И. Маркин, 1970-е года в Москве

До октября 1949 года служил в советской зоне оккупации Германии.
Вместе с семьёй возвратился в Москву, где в дальнейшем проходил службу начальником Стоматологического и челюстно-лицевого отделения Московского гарнизонного военного госпиталя.
До апреля 1950 года прошёл курсы усовершенствования на кафедре хирургической стоматологии Московского медицинского стоматологического института.
Начальник стоматологических поликлиник в Забайкальском военном округе и МВО.
В 1951—1953 годах служил в МНР.
В 1953—1955 годах учился в ВМОЛА им С. М. Кирова, 31 октября 1966 года получил там учёную степень кандидата медицинских наук.
В 1975 году Маркину было присвоено воинское звание — полковник медицинской службы.
В дальнейшем до 1990 года — Заведующий стоматологической поликлиникой Военного округа города Москвы.
Скончался 26 июля 1997 года в Москве.

## Семья

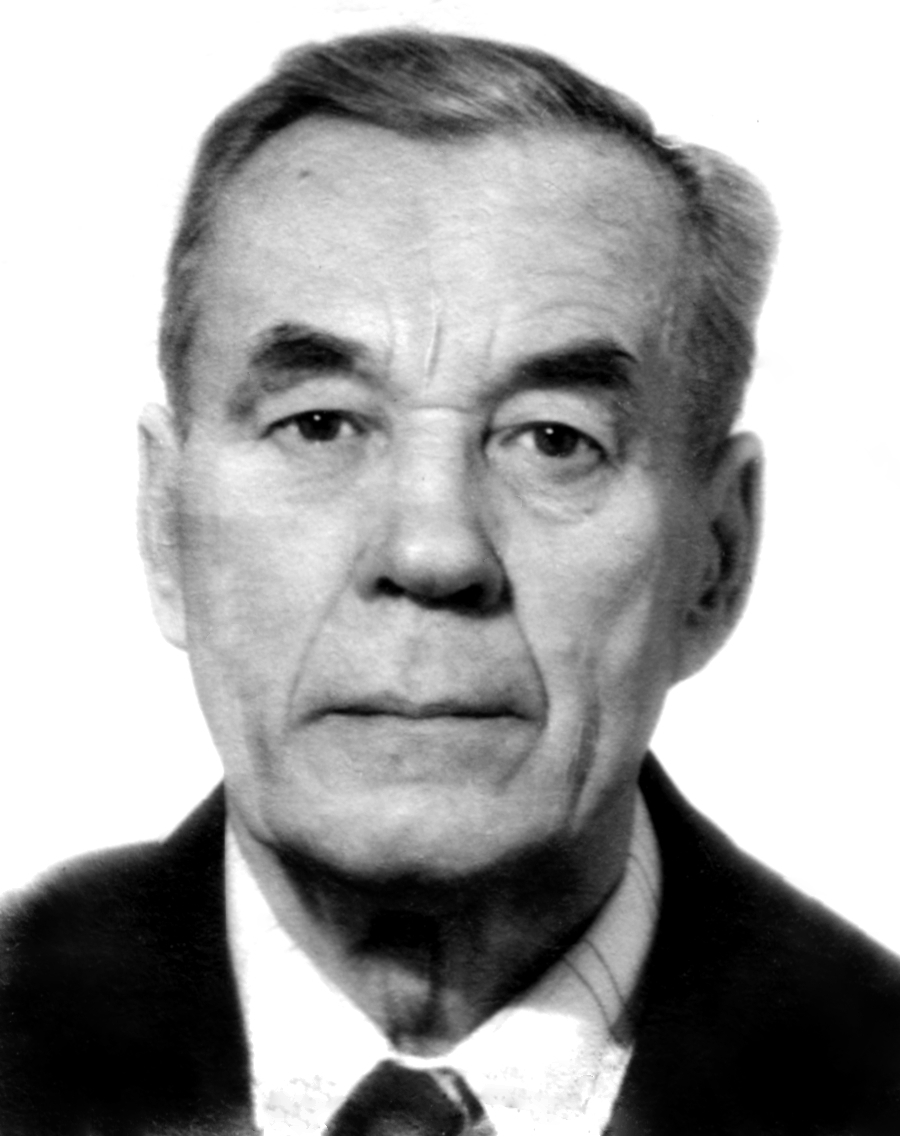
А. И. Маркин, 1987 год

Женат с мая 1941 года — Нина Васильевна (19 июня 1920 — 6 сентября 1989) — окончила МГИИЯ, преподаватель немецкого языка и завуч в школе. Отец жены — Павлов Василий Павлович (1894—1964), мать Екатерина Сергеевна (род. 1898)
- Дочь — Наталья (7 ноября 1941 — 6 сентября 2016) — окончила Московский государственный медицинский институт (1968), врач кардиолог.
- Сын — Сергей (род. 6 июля 1948) — окончил Второй медицинский институт (1971), врач анестезиолог, кандидат медицинских наук.

## Награды и звания
Имел военные правительственные награды:
- 1945 — Орден Красной Звезды — за февраль 1945 года, когда во время боёв в Восточной Пруссии капитан медслужбы А. И. Маркин «обслужил специальной хирургической помощью» до 400 человек раненых в лицо[5].
- 1945 — Медаль «За освобождение Варшавы»
- 1945 — Медаль «За взятие Будапешта»
- 1945 — Медаль «За победу над Германией в Великой Отечественной войне 1941—1945 гг.»
- 1948 — Юбилейная медаль «30 лет Советской Армии и Флота»
- 1975 — Заслуженный врач РСФСР за заслуги в области здравоохранения[6]
- 1987 — Орден Отечественной войны II степени

## Членство в организациях
- 1943 — Кандидат в члены ВКП(б), с мая 1945 года член КПСС.